# پتک اعراب
پتک اعراب، روستایی در دهستان نهرعنبر بخش موسیان شهرستان دهلران در استان ایلام ایران است.

## جمعیت
بر پایه سرشماری عمومی نفوس و مسکن در سال ۱۳۹۵، جمعیت این روستا برابر با ۷۳۸ نفر (۱۶۳ خانوار) بوده‌است.